# Kays Ruiz-Atil
Kays Ruiz-Atil (* 26. August 2002 in Lyon) ist ein französisch-marokkanischer Fußballspieler.

## Karriere

### Verein

#### Jugend
Kays Ruiz-Atil wurde in Lyon als Sohn einer Französin und eines Marokkaners geboren und wuchs in Gerland im 7. Arrondissement der Stadt auf. Seine ersten fußballerischen Schritte setzte er beim lokalen Verein FC Gerland und nach einem kurzen Aufenthalt in der Jugendabteilung von Olympique Lyon, zog er mit sieben Jahren nach Spanien, um dort in der weltbekannten Akademie La Masia des FC Barcelona ausgebildet zu werden. Dort verbrachte der Offensivspieler sechs Jahre und erwarb sich in dieser Zeit den Ruf eines Ausnahmetalents.
Im Jahr 2015 wurde der FC Barcelona für das illegale Anwerben von minderjährigen, ausländischen Spielern von der FIFA mit Sanktionen bedacht. Dabei wurde unter anderem festgemacht, dass zahlreiche Jugendspieler vor ihrem 16. Geburtstag kein Pflichtspiel mehr für die Blaugrana bestreiten dürfen. Dies betraf auch Ruiz-Atil, woraufhin dieser sich mit 13 Jahren Paris Saint-Germain anschloss. Dort unterzeichnete er im Juni 2017 einen drei Jahre andauernden Jugendvertrag beim Hauptstadtverein. Ein Jahr später wurde er mit seinem ersten professionellen Vertrag ausgestattet und in dieser Spielzeit 2018/19 lief er erstmals für die U19-Mannschaft in der UEFA Youth League auf.
Im November 2019 rückte er jedoch erneut außerhalb des Fußballplatzes in den Fokus der Öffentlichkeit, als die Enthüllungsplattform Football Leaks belastende Dokumente veröffentlichte, die zeigten, dass sein Vater im Zuge seines Wechsels zu Paris Saint-Germain als Scout beim Verein eingestellt wurde. Laut FIFA liegt eine Ausnahme für den Transfer eines Minderjährigen unter 16 Jahren in anderes Land aber nur vor, wenn die Eltern aus fußballunabhängigen Gründen einen Umzug in das Land des neuen Vereins vornehmen. Paris Saint-Germain handelte sich letztlich trotz dieses Verstoßes, im Gegensatz zum FC Barcelona Jahre zuvor, keine Strafe ein, und auch Ruiz-Atils Ruf als Supertalent wurde von den Vorwürfen nicht nachhaltig beschädigt. Auch in der darauffolgenden Saison 2019/20 spielte er wieder mit PSG in der UEFA Youth League.

#### Paris Saint-Germain
Zur Saison 2020/21 rückte Ruiz-Atil in den Profikader von Paris Saint-Germain auf, und er absolvierte auch die gesamte Vorbereitung mit der ersten Mannschaft. Am 10. September 2020 (2. Spieltag) bestritt er unter Thomas Tuchel bei der überraschenden 0:1-Auswärtsniederlage gegen den RC Lens sein Debüt in der höchsten französischen Spielklasse, als er in der Startformation stand. Unter Tuchel kam er zu 6 weiteren Einwechslungen. Als Mauricio Pochettino die Mannschaft Anfang Januar 2021 übernahm, spielte Ruiz-Atil keine Rolle mehr.

#### FC Barcelona
Zur Saison 2021/22 kehrte Ruiz-Atil zum FC Barcelona zurück, bei dem er im Kader der zweiten Mannschaft steht. Er unterschrieb einen Vertrag bis zum 30. Juni 2024 mit der Option auf weitere 2 Jahre. Die Ausstiegsklausel betrug 50 Millionen Euro und hätte sich verdoppelt, wenn er formal in den Kader der ersten Mannschaft aufgenommen worden wäre. Nach elf Zweitligaeinsätzen wurde sein Vertrag im Mai 2022 aufgelöst.
Im Juli 2022 nahm die AJ Auxerre ihn unter Vertrag. Im Juli 2023 wurde der Vertrag bereits nach einem Jahr wieder aufgelöst.

### Nationalmannschaft
Ruiz-Atil debütierte im September 2021 im Rahmen eines Freundschaftsspiels für die französische U20-Nationalmannschaft.